# Anatoli Rybakov
Anatoli Naoemovitsj Rybakov (Russisch: Анатолий Наумович Рыбаков) (Tsjernihiv, 14 januari 1911 – New York, 23 december 1998) was een  Russisch schrijver van Joodse afkomst.

## Leven
Rybakov groeide aanvankelijk op in een Joodse familie in Oekraïne en verhuisde in 1919 naar Moskou. Begin jaren dertig werkte hij er als transportingenieur. In 1933 trad hij toe tot de Communistische partij, werd echter kort daarna gearresteerd en vervolgens voor drie jaar naar Siberië verbannen. Daarna werkte hij in verschillende baantjes, waarbij hij steeds van woonplaats wisselde uit angst weer opnieuw gearresteerd te worden.
Rybakov vocht tijdens de Tweede Wereldoorlog als tankcommandant in het Rode Leger en nam deel aan de verovering van Berlijn. Wegens bijzondere verdiensten werd hij na de oorlog gerehabiliteerd. Hij keerde terug naar Moskou en begon vanaf toen definitief te werken als schrijver.
In 1989 werd Rybakov voorzitter van het Russische PEN-centrum. Hij stierf in 1998 aan de gevolgen van een hartoperatie.
De Russische filmmaakster Marina Goldovskaja maakte in 2006 een film-documentaire over het leven van Rybakov in de jaren dertig.

## Werk
Rybakov was reeds een geprezen auteur in de Sovjettijd. Hij won de Stalinprijs in 1948 en 1951. Ook genoot hij bekendheid als schrijver van kinderboeken, waarvan Dirk (1948) en Bronzen adelaar (Бронзовая птица, 1956) erg populair waren in de Sovjet-Unie. Internationaal brak hij door met Het zware zand (Тяжёлый Песок, 1979), over het lot van een Joodse familie tijdens de nazi-bezetting.
Rybakov is echter vooral bekend geworden door zijn semiautobiografisch vierluik, dat begon met Kinderen van de Arbat (Russisch: Дети Арбата, Deti Arbata). 'De kinderen van de Arbat' werd geschreven eind jaren vijftig, maar kon pas in 1987 verschijnen. Het boek werd al snel tot een icoon van de glasnost.
‘De kinderen van de Arbat’ beschrijft de eerste golf van vervolgingen in de Stalin-periode, van 1933 tot 1935. Hoofdpersoon is de overtuigde communistische student Saja Pankratov, die vanwege een kleinigheid vervolgd en uiteindelijk verbannen wordt. Parallel aan het verhaal van Saja Pankratov lopen door het boek nog een veelheid aan verhaallijnen rondom zijn familieleden en vrienden.
Bijzonder is de wijze waarop Rybakov Stalin beschrijft, als het ware in zijn huid kruipt. Hij maakt de denkwijze van Stalin heel aannemelijk en probeert zo de achtergronden van de Stalinterreur meer begrijpelijk te maken.
De verhaallijn van ‘De kinderen van de Arbat’ wordt doorgetrokken in een drietal later geschreven vervolgboeken: ‘1935 en volgende jaren’, ‘Angst’ en ‘Stof en as’.